# Прокатов, Юрий Дмитриевич
Юрий Дмитриевич Прокатов (23 июня 1945 года — 11 сентября 2018 года, Сочи, Краснодарский край, Россия) — советский и российский художник-график, дизайнер, член-корреспондент Российской академии художеств (2010).

## Биография
Родился 23 июня 1945 года, жил и работал в Сочи.
В 1975 году — окончил отделение интерьера и оборудования Харьковского художественно-промышленного института.
С 1994 года — генеральный директор сочинского художественного фонда Союза художников России.
С 1998 года — председатель сочинского городского отделения Союза художников России.
С 2008 года — член градостроительного совета г. Сочи.
С 2009 года — секретарь Союза Художников России.
В 2010 году — избран членом-корреспондентом Российской академии художеств.
С 2010 года — член Союза художников России, Союза дизайнеров России, член Союза художников республики Абхазия.
Юрий Дмитриевич Прокатов умер 11 сентября 2018 года.

## Творческая деятельность
1. Работы по дизайну
- решение внутреннего дворика аэровокзального комплекса Сочи «Атриум» (1991);
- монументальная композиция «Кавказское плато» на видовой площадке у села Монастырь (вид на ущелье Ахцу) (2005);
- памятный знак «Золотое руно» (2005);
- этно-парк в долине реки Мзымта — «Кубанский хутор», «Грузинское подворье», «Греческая деревня» (2006);
- экскурсионный объект «Старый Сочи» (2007);
- мемориальный комплекс в с. Нижняя Эшера в месте погребения В. Г. Ардзинба — первого президента республики Абхазия (2012);
- конкурсный проект «Мемориал генералу Корнилову» в Краснодаре (скульптор Аполлонов А. А.) (2013);
- памятный знак «Сочинцам-войнам интернационалистам» (2014);
- мемориал погибшим односельчанам, участникам ВОВ, граждан села Пластунка в Сочи (2014).

2. Графические работы
- «Победа» (2008);
- обложка региональной выставки «Юг России 2008» (2008);
- «Утро» (2009);
- «Тамань» (2009);
- триптих «Колодцы Кубани» (2010);
- триптих «Свитки лета»(2011);
- диптих «Путешествие во времени» (2011);
- триптих «Афродита Таманская» (2012).

## Награды
- Юбилейная медаль «Двадцать лет Победы в Великой Отечественной войне 1941—1945 гг.» (1965);
- Лауреат высшего Национального приза в области дизайна «Виктория» (2003);
- Золотая медаль Союза художников России (2006);
- Серебряная медаль Творческого союза художников (2013г);
- Бронзовая медаль РАХ «Достойному» (2010)[1].